# دیدار نهایی جام جهانی کریکت ۲۰۱۹

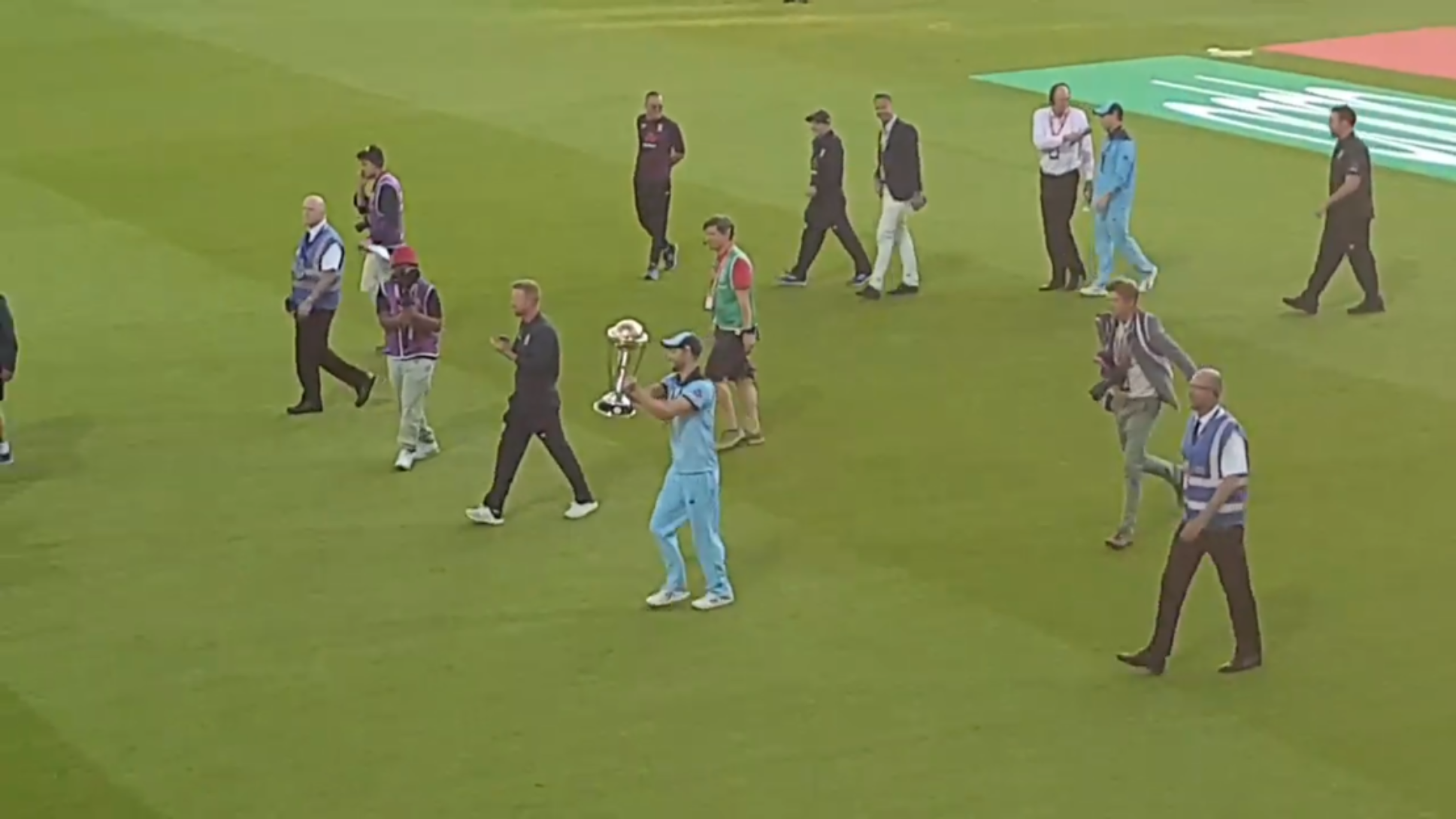
ایون مورگان درحال حمل جام‌ قهرمانی کریکت.

دیدار نهایی جام جهانی کریکت ۲۰۱۹ یک بازی یک روزه بین‌المللی کریکت بود که در زمین کریکت لورد در لندن، انگلستان، انجام شد. این بازی در تاریخ ۱۴ ژوئیه ۲۰۱۹ برای تعیین برنده نهایی جام جهانی کریکت ۲۰۱۹ صورت گرفت. این مسابقات بین نایب قهرمان قبلی، زلاند نو و میزبان، کشور انگلستان انجام شد و در نهایت هم انگلستان برنده دیدار شد. این پنجمین بار بود که زمین بورد میزبان فینال جام جهانی کریکت بود که بیشتر از هر زمین دیگری است.